# Ghassan Dahhan
Ghassan Dahhan is een Nederlandse krijgskundejournalist, politicoloog en polemoloog.

## Biografie
Na de havo/vwo aan De Nieuwe school in Amsterdam studeerde hij Politicologie aan de Universiteit van Amsterdam. Tijdens zijn studie liep hij stage bij de ING Groep en het Nederlands Instituut Clingendael voor Internationale Betrekkingen en schreef er een artikel over het verloop van de Amerikaanse militaire inspanningen in de regio Afghanistan/Pakistan (AfPak). In zijn laatste jaar werkte hij als vrijwilliger bij Pax Ludens, een non-profitorganisatie gespecialiseerd in opleiding en onderzoek naar internationale conflict- en crisisbeheersing. In 2010 studeerde hij cum laude af op 'Internationale betrekkingen' met focus op de evolutie van revolutionaire bewegingen in het Midden-Oosten, de politieke islam, nucleaire proliferatie en opstanden in de Arabische wereld. Tussen 2010 en 2011 studeerde hij Krijgswetenschap aan het King’s College in Londen en studeerde af op een proefschrift over opstanden in de Levant.
Hij zat in internationale denktanks, met onderwerpen als het buitenlandse beleid van Turkije maar ook over de politieke ontwikkelingen in Marokko. Dahhan schreef in Nederland voor het Parool en de Volkskrant. Als is Midden-Oosten-correspondent is hij verbonden aan het dagblad Trouw.
Ghassan is helft van een tweeling en zoon van Khadija Arib.

## Erkenning
- 2018: Anne Vondelingprijs met Milena Holdert voor hun televisie- en krantenserie over de Nederlandse steun aan strijders in Syrië.[7] In hun reportage brachten zij aan het licht dat Nederland tussen 2015 en 2018 in het diepste geheim steun gaf aan als terroristisch bestempelde groeperingen in Syrië.[8]
- 2019: De Tegel in de categorie 'Onderzoek' voor datzelfde Onderzoek naar steun aan Syrische strijdgroepen.[9]
- 2019: De Loep voor de beste controlerende onderzoeksjournalistiek op hetzelfde onderwerp.[10]